# 天水囲

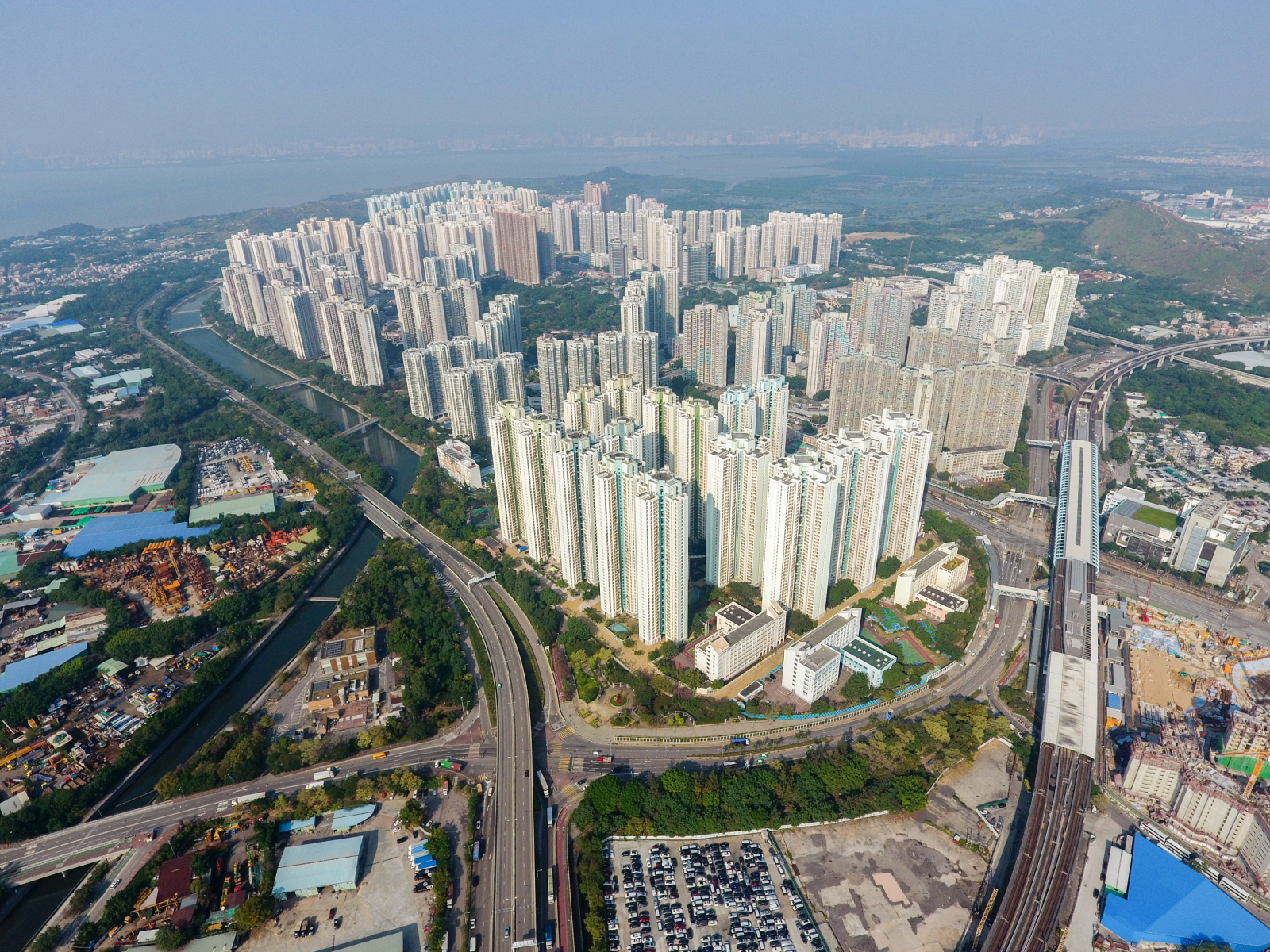
天水囲の高層住宅

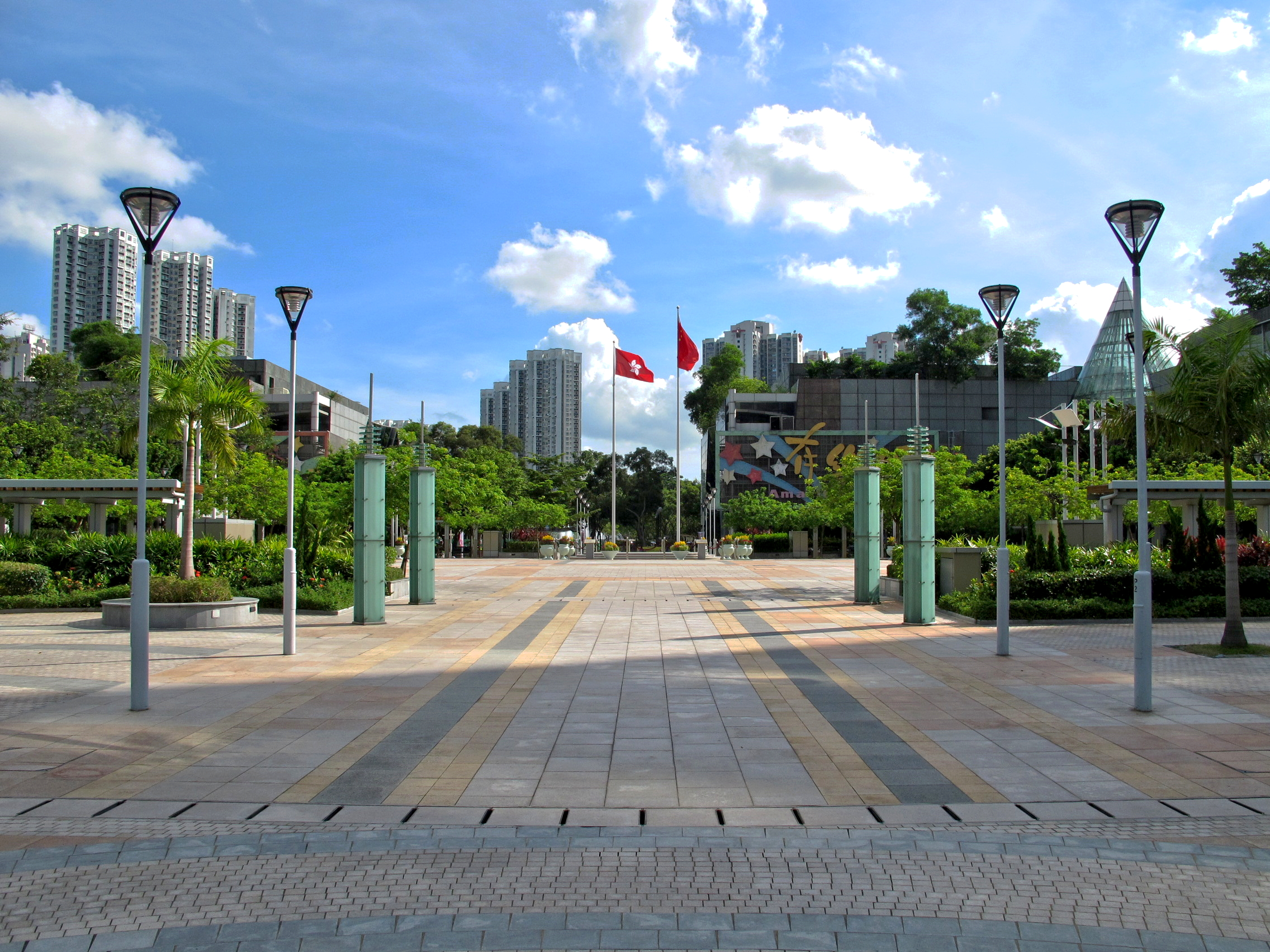
天水囲銀座広場

天水囲（てんすいい、ティ・ンスイ・ワイ、広東語: Tin Shui Wai）は、香港新界元朗区の西部に位置する新興住宅街である。

## 地理
古くから城壁村が点在した、香港北西部の元朗区に属する。北には后海湾が迫り、約10kmの距離で中華人民共和国深圳市と対峙する。もともと湿地だった平地を開発してニュータウンとしたため、全体的に平坦で起伏がほとんどない。現在でも、香港湿地公園や米埔湿地などの湿地が残されている。

## 概要
天水囲という地名が表すように、もとは城壁村だった。香港の中心地からかなり距離があることから、小さな集落に過ぎなかったが、1970年代に香港の大手デベロッパーである長江実業が周辺の土地を取得し、開発計画が始まった。後に香港政府が住宅用地として天水囲の土地を購入し、政府主導の開発計画となり、1990年代に多くの高層住宅が建設された。1999年には長江実業が建てたハーバープラザリゾートシティホテルが開業し、近代的なニュータウンが形作られることとなった。
天水囲市内は、LR（中国語では軽鉄）と呼ばれる軽便鉄道がくまなく走っており、循環線を形成している。
2003年には九広西鉄が開通し、天水囲駅が設置された。これにより、天水囲のアクセスが劇的に改良された。
中国深圳湾口岸までバスで一駅。
なお、香港市内へのバスも多く運行されているが、たびたび値上げが議論されており住民も頭を痛めている。
ちなみに、ハーバープラザリゾートシティの正面に位置する軽便鉄道の停留所は「銀座（Ginza）」であり、日本風の停留所名となっている。近くに「日比谷」「有楽町」と銘打たれた建物も存在している。